# Средња и источна Европа
Средња и источна Европа је термин који обухвата земље у средњој Европи, Балтику, источној Европи и југоисточној Европи (Балкан), обично подразумевајући бивше комунистичке државе из Источног блока (Варшавски пакт) у Европи. Научна литература често користи скраћенице ЦЕЕ или ЦЕЕЦ за овај термин. Организација за економску сарадњу и развој (ОЕЦД) такође користи термин „Земље централне и источне Европе (ЦЕЕЦс)” за групу која се састоји од неких од ових земаља.

## Дефиниције
- Естонија - чланица Европске уније и НАТО-а[4][5]
- Летонија - чланица Европске уније и НАТО-а[4][5]
- Литванија - чланица Европске уније и НАТО-а[4][5]
- Пољска - чланица Европске уније и НАТО-а[4][5]
- Немачка (Источни део) - чланица Европске уније и НАТО-а[4][5]
- Чешка - чланица Европске уније и НАТО-а[4][5]
- Словачка - чланица Европске уније и НАТО-а[4][5]
- Мађарска - чланица Европске уније и НАТО-а[4][5]
- Румунија - чланица Европске уније и НАТО-а[4][5]
- Бугарска - чланица Европске уније и НАТО-а[4][5]
- Словенија - чланица Европске уније и НАТО-а[4][5]
- Хрватска -  чланица Европске уније и НАТО-а[4][5]
- Албанија - чланица НАТО-а
- Црна Гора - чланица НАТО-а
- Србија
- Северна Македонија - чланица НАТО-а[4][5]
- Босна и Херцеговина
- Косово (делимично призната територија)

Према Организацији за економску сарадњу и развој, „Земље централне и источне Европе (ЦЕЕЦ) су израз ОЕСР-а за групу земаља које чине Албанија, Бугарска, Хрватска, Чешка, Мађарска, Пољска, Румунија, Словачка, Словенија и три балтичке државе: Естонија, Летонија и Литванија”.